# Tisha b'Av
Tisha b'Av o Tisha BeAv (in ebraico: תשעה באב o ט׳ באב), o più semplicemente 9 di Av, è un giorno di lutto e digiuno nel calendario religioso luni-solare del Giudaismo che può cadere a luglio o agosto. Il suo nome denota il nono giorno (Tisha) del mese giudaico di Av. Il giorno è stato chiamato il "più triste giorno nella storia ebraica".
Quando il giorno nove di Av coincide con il sabato, l'osservanza del digiuno avviene dal tramonto del Sabato alla Domenica del dieci del mese di Av (anche se si riferisce al giorno con lo stesso nome di Tisha B'Av): non essendo permesso digiunare durante il giorno del Sabato per preservare la gioia e la santità del giorno tutti i digiuni vengono spostati al giorno successivo ad esclusione del digiuno di Yom Kippur.

## Introduzione
Il Tisha BeAv è un giorno di rimembranza di lutto per l'Ebraismo, che cade il nono giorno dell'undicesimo mese di Av (luglio-agosto). La ricorrenza avviene in memoria di numerosi eventi luttuosi per il popolo ebraico:
- distruzione del Primo Tempio da parte delle truppe di Nabucodonosor II (586 a.C.) (Talmud, 416 a.e.v.)
- distruzione del Secondo Tempio da parte delle truppe di Tito (70 d.C.)
- sconfitta degli insorti guidati da Bar Kochba (135 d.C.)
- distruzione di Gerusalemme (136 d.C.) e inizio della diaspora ebraica
- l'espulsione degli ebrei dall'Inghilterra (1290)
- la cacciata degli ebrei dalla Spagna (1492)
- la nascita del falso messia Sabbatai Zevi (1626) e la relativa nascita del Sabbatianesimo
- la deportazione degli ebrei a Treblinka (1943)

### Contegno nel Tisha b'Av
In questa giornata di lutto nazionale gli ebrei osservano un digiuno totale di poco più di 24 ore, dal tramonto alle prime stelle della sera successiva. Oltre a ciò, non vengono indossate scarpe di pelle o cuoio, non vengono effettuati festeggiamenti, non si intrattengono rapporti coniugali né si palesano manifestazioni di affetto, non ci si lava (ad esclusione delle falangi delle mani) né si usano unguenti.
Durante la preghiera della sera e del mattino si recita il Libro delle Lamentazioni. È uso non indossare i Tefillin al mattino ma durante la preghiera del pomeriggio; alcuni ebrei mistici usavano però indossarli al mattino come durante gli altri giorni. Ad esclusione del Libro delle Lamentazioni, di alcune pagine del Talmud (in particolare quelle di Ghittin 55-57 che parlano della distruzione del Tempio di Gerusalemme e del terzo capitolo di Moed Katan che discute i precetti relativi al lutto) e di alcuni passi del Libro di Geremia, non si studia la Torah, il cui studio è una gioia per l'ebreo né altri libri sacri se non hanno a che fare con il lutto. Fino a mezzogiorno è uso, ma non precetto, sedere su sgabelli bassi in modo da essere volutamente scomodi.
Malgrado le restrizioni Halakhiche, anche Tisha b'Av viene considerata ricorrenza simile a Chol haMoed, ciò soprattutto per le proibizioni (cfr comunque Era messianica e Netilat Yadaim).

## Giorni che coincidono con 9 Av negli ultimi anni
- 12 luglio - 13 luglio 2006 (5765)
- 23 luglio - 24 luglio 2007 (5767)
- 9 agosto - 10 agosto 2008 (5768)
- 29 luglio - 30 luglio 2009 (5769)
- 19 luglio - 20 luglio 2010 (5770)
- 8 agosto - 9 agosto 2011 (5771)
- 28 luglio - 29 luglio 2012 (5772)
- 16 luglio - 17 luglio 2013 (5773)
- 4 agosto - 5 agosto 2014 (5774)
- 25 luglio - 26 luglio (essendo sabato "Tisha b'Av" ricorre il 10 di Av, 26 - 27 luglio) 2015 (5775)

Fonte: Jewish Virtual Library

## Storia

### Distruzione del Tempio di Gerusalemme

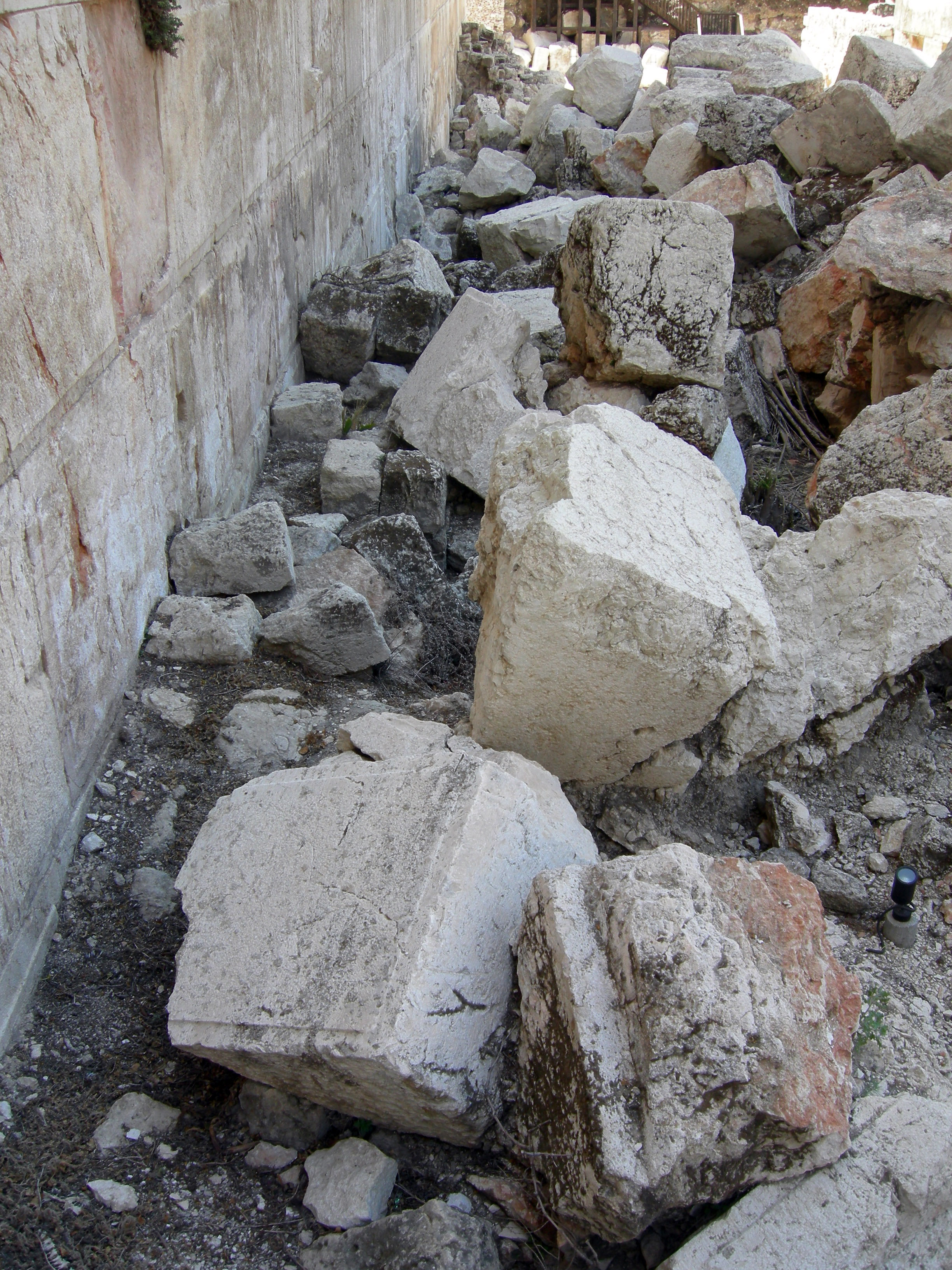
Massi del muro occidentale del Tempio

Il digiuno principalmente commemora la distruzione del Primo e Secondo Tempio di Gerusalemme. Questi due eventi accaddero ad una distanza di circa 656 anni, ma nella stessa data.
In connessione con la caduta di Gerusalemme, vennero stabiliti altri tre giorni di digiuno allo stesso modo del Nono Giorno di Av: questi giorni sono il dieci di Tevet, quando iniziò l'assedio; il diciassette di Tammuz, quando venne aperta la prima breccia nelle mura di Gerusalemme; e il tre di Tishri, noto anche come il digiuno di Gedaliah, per commemorare il giorno in cui Gedaliah venne assassinato (Libro dei Re II 25:25; Geremia 41:2).
Da Zaccaria 7:5, 8:19 appare che dopo la costruzione del Secondo Tempio, l'abitudine di mantenere questi giorni di digiuno sia stata temporaneamente sospesa. Sin dalla distruzione di Gerusalemme e del Secondo Tempio da parte dei romani, questi quattro giorni di digiuno sono stati ripristinati.

### Le cinque calamità
Secondo il capitolo della Mishnah (Taanit 4:6), cinque gravissimi eventi accaddero il giorno nono di Av, che specificamente meritano di essere ricordati con il digiuno:
1. I dodici esploratori inviati da Mosè per osservare le terre di Canaan ritornano dalla loro missione. Due degli esploratori, Giosuè e Caleb, riportarono un riscontro positivo mentre gli altri dieci parlarono in modo disparato di quelle terre, cosa che fece piangere i Benè Israel, precipitati nel panico e nella disperazione, già poco prima di entrare nella "Terra Promessa". Per questo, sarebbero stati puniti da Dio circa il fatto che la loro generazione non sarebbe entrata nella Terra Promessa e avrebbe continuato la sua marcia nel deserto per altri 39 anni (per un totale di 40 anni, corrispondenti ai 40 giorni della missione degli esploratori). A causa della mancanza di fede degli israeliti, Dio decretò che per tutte le future generazioni questa data (in cui piansero senza motivo) sarebbe stata contrassegnata dal pianto, motivato dalla malasorte e dalle persecuzioni subite dai loro discendenti: il popolo ebraico. (Vedi Numeri Cap. 13–14)
2. Il primo Tempio di Gerusalemme costruito da Re Salomone durante il Regno di Giuda, venne distrutto dai babilonesi comandati da Nabucodonosor I nel 586 a.C. e i giudei vennero deportati verso l'esilio babilonese.
3. Il Secondo Tempio è stato distrutto dalle legioni romane comandate dal generale, poi imperatore romano (79-81 d.C.), Tito Flavio Cesare nel 70 d.C., distruggendo il regno di Giuda e provocando la Diaspora degli ebrei per tutto il mondo, specialmente verso le terre barbariche dei germani non romanizzati, della Sarmazia e Scizia, ed attraverso l'Arabia e la Persia fino addirittura in India, nelle città di Mumbai e Cochin.
4. Le legioni romane completarono l'opera radendo al suolo quasi tutto il Secondo Tempio, meno la parete occidentale da allora chiamata Muro del Pianto (in ebraico: "Kotel"), l'anno dopo l'assedio di Gerusalemme.
5. La rivolta di Bar Kokhba contro Roma fallì in questa data nel 135 a.D., Simon Bar Kokheba venne ucciso, e la città di Betar distrutta.

Secondo il libro del Talmud, nel suo trattato Taanit, la distruzione del Secondo Tempio iniziò il giorno nono di Av, che venne infine consumato dalle fiamme il giorno seguente, decimo giorno di Av.

### Altre calamità
Nel tempo, un po' per coincidenza, un po' perché voluto dai mortali nemici di Israele, il Tisha B'Av è diventato un giorno ebraico di rimembranza, non soltanto a causa degli eventi pretalmudici, ma anche per tragedie successive. A prescindere dell'esatta data di questi eventi, per molti ebrei, Tisha B'Av è il giorno della rimembranza e lamentazione, e questi temi si riflettono nella liturgia composta per questo giorno (vedi sotto).
Altre calamità associate con il Tisha B'Av:
- Gli ebrei vennero espulsi dall'Inghilterra nel 1290.
- Il decreto dell'Alhambra del 1492, che espelleva gli ebrei dalla Spagna, aveva effetto a partire da una data cristiana che coincideva con il 7º giorno di Av, giusto due giorni prima di Tisha B'Av
- Nel 1914 Tisha B'Av cadde il 1º agosto, il giorno che la Germania dichiarò guerra contro la Russia.
- Nella vigilia di Tisha B'Av nell'anno 1942, iniziò la deportazione degli ebrei dal Ghetto di Varsavia, deportati a Treblinka.[4]